# Юго-Восточный фронт (Гражданская война)
Юго-Восточный фронт — оперативно-стратегическое объединение РККА во время гражданской войны. Образован 30 сентября 1919 года директивой Главкома из Особой группы В. И. Шорина (Южного фронта). Переименован постановлением РВСР в Кавказский фронт 16 января 1920 года. Штаб фронта располагался в Саратове.

## Состав
В состав Юго-Восточного фронта входили:
- 9-я армия,
- 10-я армия,
- 11-я армия (с 14 октября 1919),
- 8-я армия (с 10 января 1920),
- 1-я Конная армия (с 10 января 1920),
- Запасная Армия (октябрь 1919 - февраль 1920),
- Пензенский УР,
- Волжско-Каспийская военная флотилия (с 14 октября 1919).

## Боевые действия
Фронт имел задачу разбить войска Деникина на новочеркасском и царицынском направлениях и занять Донскую область. Войска фронта в октябре 1919 года вели оборонительные бои против конницы Мамонтова на реке Хопёр, в районе станиц Усть-Медведицкая, Иловлинская и г. Камышин. С ноября 1919 участвовали в стратегическом наступлении совместно с Южным фронтом: в ноябре — декабре 1919 провели Хопёро-Донскую операцию, форсировали р. Хопёр, заняли Новохопёрск, Урюпинскую и Калач, 3 января 1920 года после ряда боёв был занят Царицын. В ходе Ростово-Новочеркасской операции войска фронта разбили Донскую армию и 7 января 1920 заняли Новочеркасск.

## Командный состав
Командующий:
- В. И. Шорин (30 сентября 1919 — 16 января 1920)

Члены РВС:
- И. Т. Смилга,
- В. А. Трифонов,
- С. И. Гусев (с 18 декабря 1919 г.).

Начальники штаба:
- Ф. М. Афанасьев (1 октября 1919 — 4 января 1920),
- С. А. Пугачёв (4—16 января 1920)